# Nomfusi
Nomfusi là một ca sĩ người Nam Phi và là người biểu diễn nhạc Afro-Soul. Cô sinh ra ở thị trấn KwaZakhele ở Mũi phía Đông. Mẹ cô Kwazibani đã nuôi nấng cô trong khi cha cô bị giam trong tù trong 21 năm. Nomfusi đi cùng mẹ của mình đến các nghi lễ sangoma hàng tuần ("Intlombe"), nơi Nomfusi phát triển khả năng âm nhạc của mình. Cô là một ứng viên được đề cử cho giải thưởng ở SAMA hai lần, và được đề cử giải thưởng Metro FM. Cô đã thực hiện nhiều tour diễn trong địa phương cũng như quốc tế.

## Sự nghiệp

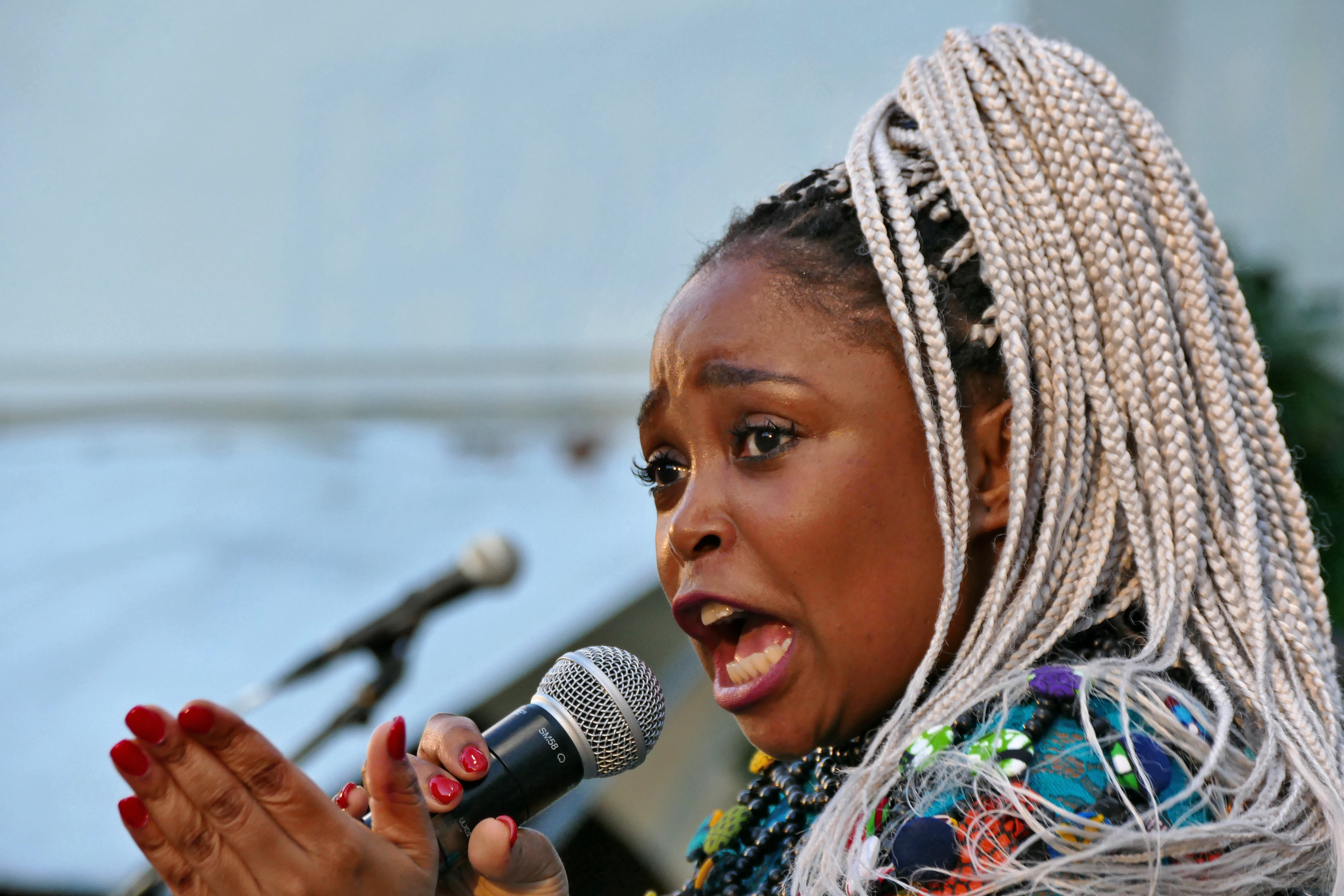
Nomfusi 2022 ở Munich

Kể từ khi ra mắt sự nghiệp ca hát của mình vào năm 2009, Nomfusi đã xuất hiện tại các lễ hội bao gồm WOMAD ở Anh, FMM Sines ở Bồ Đào Nha. Các buổi trình diễn của cô đã được các nhà phê bình địa phương và nước ngoài mô tả là "một luồng năng lượng sảng khoái", Swazi Observer gọi cô là "nghệ sĩ xuất sắc nhất trong tổng thể" tại Liên hoan Firefire năm 2011.
Cô đã từng biểu diễn trên truyền hình và trên báo chí. Cô biểu diễn trực tiếp trên "LIVE AMP" (SABC1), AFROCAFE, MORNING LIVE, với các bài hát nổi tiếng như Drum, True Love, Destiny, 'Fair Lady và Cosmopolitan.

## Album
Chris Blackwell, người sáng lập hãng thu âm Island, người đã khám phá ra tài năng của Bob Marley, Angelique Kidjo, nói về Nomfusi, "Thật là một nghệ sĩ trẻ tuyệt vời, mối quan tâm thực sự của cô ấy đối với cộng đồng và những người khác rất đáng quý. Cô ấy có thể đi xa hơn rất nhiều." "

## Sản phẩm âm nhạc

### Đĩa đơn
- "Nontsokolo" (2009)
- "Kwazibani" (2009)
- "Kunjalo" (2012)
- "Uthando Lwam (Qam Qam)" (2008)